# 特羅斯特峰
67°52′S 62°48′E / 67.867°S 62.800°E
特羅斯特峰（英語：Trost Peak）是南極洲的山峰，位於麥克羅伯特森地，海拔高度980米，屬於弗拉姆山脈中馬遜山脈的一部分，現時由南極條約體系管理。